# Inarticulata
Inarticulata är en klass av armfotingar. Inarticulata ingår i fylumet armfotingar och riket djur.
Klassen innehåller bara ordningen Acrotretida.